# Papoušek červenobřichý
Papoušek červenobřichý (Poicephalus rufiventris) je druh papouška z čeledi papouškovitých. Řadí se do rodu Poicephalus, kam též patří např. papoušek senegalský.

## Výskyt

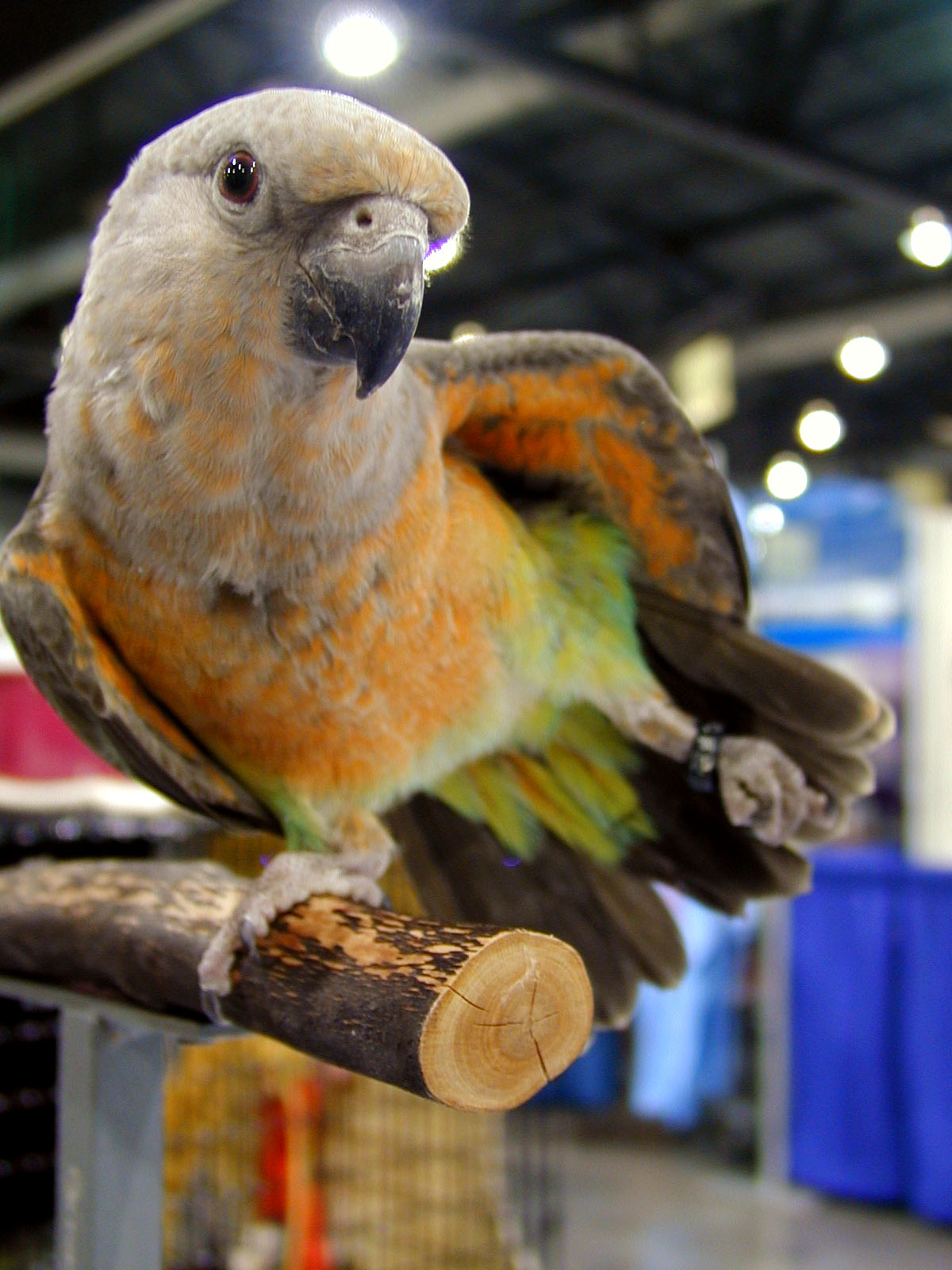
Mládě papouška červenobřichého

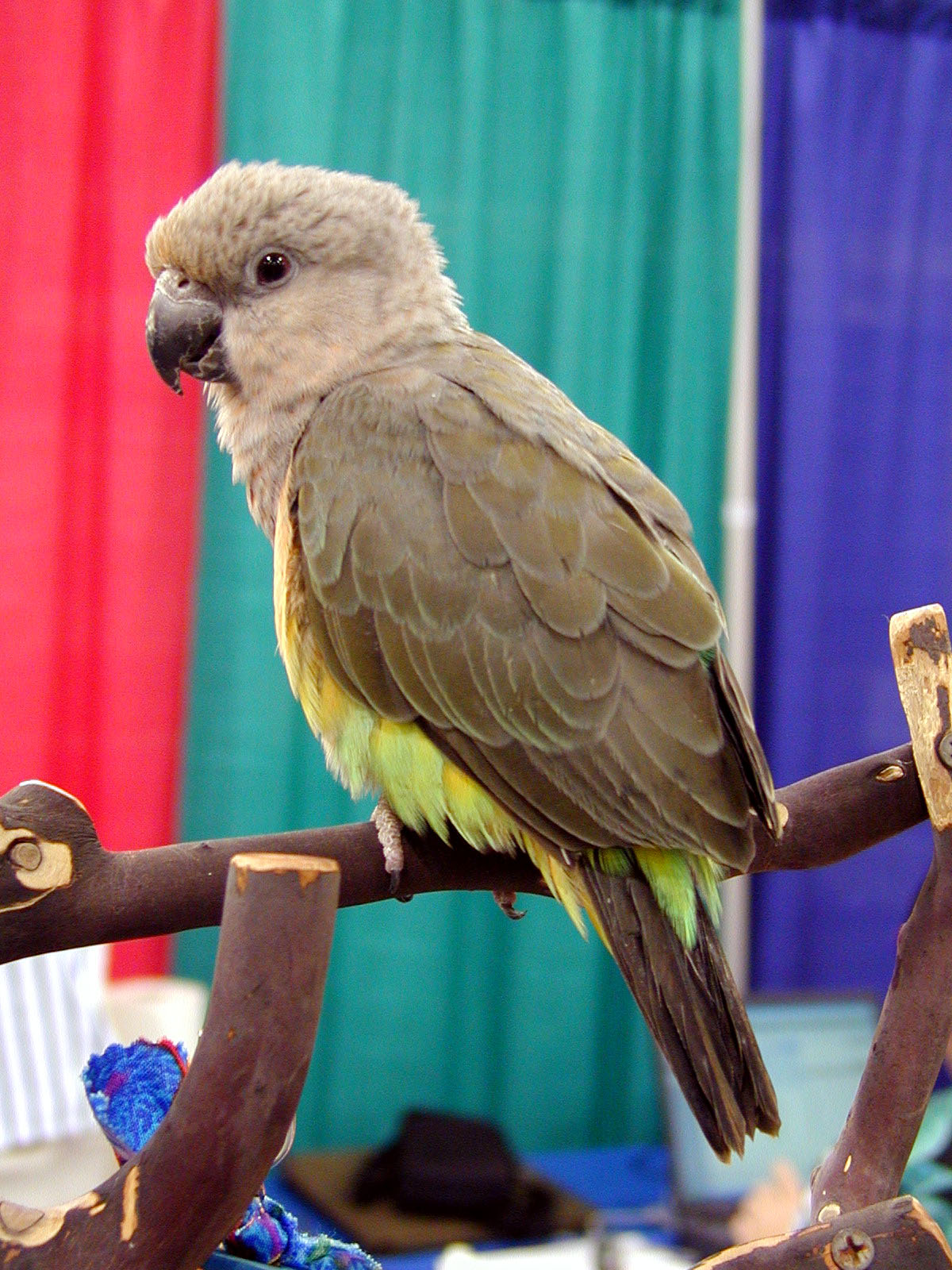
Papoušek červenobřichý zezadu

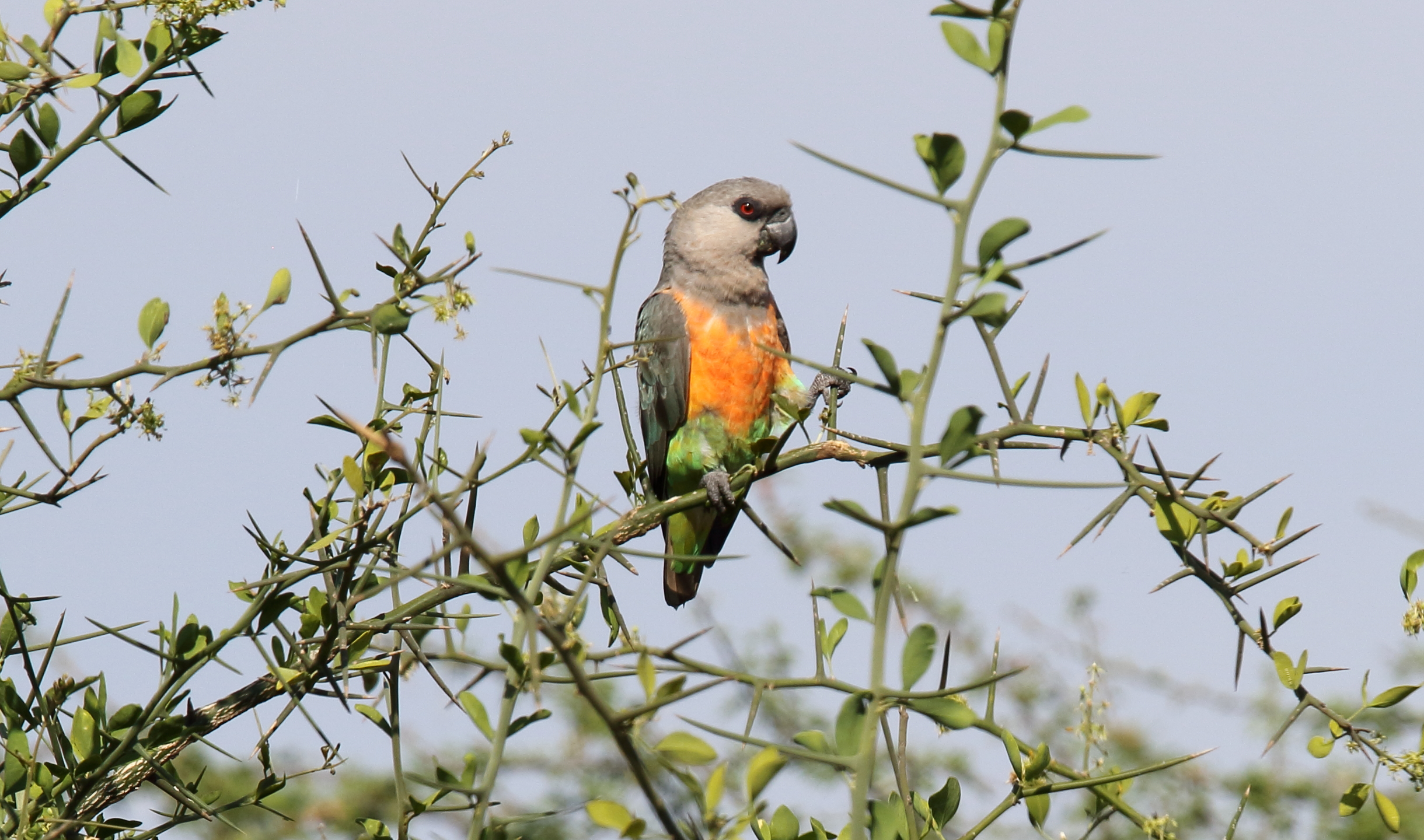
Papoušek červenobřichý ve volné přírodě

Papoušek červenobřichý se vyskytuje ve východní Africe, konkrétně v Etiopii, Keni, Somálsku a Tanzanii. Obývá především savany a plantáže. 

## Poddruhy
Papoušek červenobřichý se dělí na dva poddruhy:
- Poicephalus rufiventris pallidus (papoušek červenobřichý malý)
- Poicephalus rufiventris rufiventris (papoušek červenobřichý velký)

## Popis
Papoušek červenobřichý je vysoký 23 cm a váží 140 g. Má světle šedou hlavu, tmavě šedá křídla a ocas, zelený podbřišek a navzdory svému názvu oranžové (nikoliv červené) břicho. Mezi samcem a samicí existuje významný pohlavní dimorfismus; u samice chybí oranžové břicho. Zobák je černý, běháky černé až šedé, oční duhovka oranžová. Kolem oka je též černý až šedý oční kroužek.

## Rozmnožování
Papoušek červenobřichý hnízdí ve stromových dutinách, kam naklade tři bílá vejce. Na těch samice sedí čtyři týdny, než se vylíhnou mláďata. Ta pak hnízdo opouštějí po devíti týdnech.